# Lluita als Jocs Olímpics d'estiu de 1924 - lluita grecoromana masculina pes lleuger
La prova del pes lleuger de lluita grecoromana fou una de les sis de lluita grecoromana que es disputaren als Jocs Olímpics de París de 1924. Com la resta de proves de lluita sols hi podien participar homes. Els lluitadors que participaven en aquesta categoria podien pesar fins a 67 quilograms. La competició es disputà entre el 6 i el 10 de juliol i hi van prendre part 28 participants, en representació de 18 països.

## Medallistes
| Or                  | Plata                 | Bronze                 |
| Oskari Friman (FIN) | Lajos Keresztes (HUN) | Källe Westerlund (FIN) |

## Resultats
La competició es va desenvolupar a doble eliminació.

### Primera ronda
| Derrotes | Vencedor                   | Perdedor                | Derrotes |
| -------- | -------------------------- | ----------------------- | -------- |
| 0        | Oskari Friman (FIN)        | Arne Gaupset (NOR)      | 1        |
| 0        | Josef Beránek (TCH)        | Sidney Bergmann (AUT)   | 1        |
| 0        | Alfred Praks (EST)         | Holger Askehave (DEN)   | 1        |
| 0        | Leon Rękawek (POL)         | Vasilios Pavlidis (GRE) | 1        |
| 0        | Rūdolfs Ronis (LAT)        | Louis Christoffel (BEL) | 1        |
| 0        | Källe Westerlund (FIN)     | Fuat Akbaş (TUR)        | 1        |
| 0        | Lajos Keresztes (HUN)      | Ahmed Rahmy (EGY)       | 1        |
| 0        | František Kratochvíl (TCH) | Roberto De Marchi (ITA) | 1        |
| 0        | Carl Coerse (NED)          | Francesc Solé (ESP)     | 1        |
| 0        | Frants Frisenfeldt (DEN)   | Erling Michelsen (NOR)  | 1        |
| 0        | Albert Kusnets (EST)       | Georges Metayer (FRA)   | 1        |
| 0        | Otto Borgström (SWE)       | Walter Ranghieri (ITA)  | 1        |
| 0        | Mihály Matura (HUN)        | Ludwig Sesta (AUT)      | 1        |
| 0        | Paul Parisel (FRA)         | Englebert Mollin (BEL)  | 1        |

### Segona ronda
| Derrotes | Vencedor                   | Perdedor                | Derrotes |
| -------- | -------------------------- | ----------------------- | -------- |
| 0        | Oskari Friman (FIN)        | Josef Beránek (TCH)     | 1        |
| 1        | Arne Gaupset (NOR)         | Johann Bergmann (AUT)   | 2        |
| 0        | Alfred Praks (EST)         | Leon Rękawek (POL)      | 1        |
| 1        | Holger Askehave (DEN)      | Vasilios Pavlidis (GRE) | 2        |
| 0        | Rūdolfs Ronis (LAT)        | Fuat Akbaş (TUR)        | 2        |
| 0        | Källe Westerlund (FIN)     | Louis Christoffel (BEL) | 2        |
| 0        | Lajos Keresztes (HUN)      | Roberto de Marchi (ITA) | 2        |
| 0        | František Kratochvíl (TCH) | Ahmed Rahmy (EGY)       | 2        |
| 0        | Frants Frisenfeldt (DEN)   | Carl Coerse (NED)       | 1        |
| 1        | Francesc Solé (ESP)        | Erling Michelsen (NOR)  | 2        |
| 0        | Albert Kusnets (EST)       | Otto Borgström (SWE)    | 1        |
| 1        | Walter Ranghieri (ITA)     | Georges Metayer (FRA)   | 2        |
| 0        | Mihály Matura (HUN)        | Paul Parisel (FRA)      | 1        |
| 1        | Ludwig Sesta (AUT)         | Englebert Mollin (BEL)  | 2        |

### Tercera ronda
| Derrotes | Vencedor                   | Perdedor               | Derrotes |
| -------- | -------------------------- | ---------------------- | -------- |
| 1        | Arne Gaupset (NOR)         | Josef Beránek (TCH)    | 2        |
| 0        | Rūdolfs Ronis (LAT)        | Alfred Praks (EST)     | 1        |
| 1        | Holger Askehave (DEN)      | Leon Rękawek (POL)     | 2        |
| 0        | Lajos Keresztes (HUN)      | Källe Westerlund (FIN) | 1        |
| 0        | František Kratochvíl (TCH) | Carl Coerse (NED)      | 2        |
| 0        | Frants Frisenfeldt (DEN)   | Francesc Solé (ESP)    | 2        |
| 0        | Albert Kusnets (EST)       | Walter Ranghieri (ITA) | 2        |
| 0        | Mihály Matura (HUN)        | Otto Borgström (SWE)   | 2        |
| 1        | Ludwig Sesta (AUT)         | Paul Parisel (FRA)     | 2        |
| 0        | Oskari Friman (FIN)        | Lliura                 | –        |

### Quarta ronda
| Derrotes | Vencedor                   | Perdedor                 | Derrotes |
| -------- | -------------------------- | ------------------------ | -------- |
| 1        | Arne Gaupset (NOR)         | Ludwig Sesta (AUT)       | 2        |
| 0        | Lajos Keresztes (HUN)      | Rūdolfs Ronis (LAT)      | 1        |
| 1        | Källe Westerlund (FIN)     | Alfred Praks (EST)       | 2        |
| 0        | Oskari Friman (FIN)        | Holger Askehave (DEN)    | 2        |
| 0        | František Kratochvíl (TCH) | Frants Frisenfeldt (DEN) | 1        |
| 0        | Albert Kusnets (EST)       | Mihály Matura (HUN)      | 1        |

### Cinquena ronda
| Derrotes | Vencedor               | Perdedor                   | Derrotes |
| -------- | ---------------------- | -------------------------- | -------- |
| 0        | Albert Kusnets (EST)   | Arne Gaupset (NOR)         | 2        |
| 0        | Lajos Keresztes (HUN)  | Frants Frisenfeldt (DEN)   | 2        |
| 1        | Källe Westerlund (FIN) | František Kratochvíl (TCH) | 1        |
| 0        | Oskari Friman (FIN)    | Mihály Matura (HUN)        | 2        |
| –        | Abandona               | Rūdolfs Ronis (LAT)        | –        |

### Sisena ronda
Aquesta va ser la ronda final. Friman guanyà l'or, imbatut. Keresztes guanyà la plata i Westerlund el bronze.
| Derrotes | Vencedor               | Perdedor                   | Derrotes |
| -------- | ---------------------- | -------------------------- | -------- |
| 0        | Oskari Friman (FIN)    | Lajos Keresztes (HUN)      | 1        |
| 1        | Källe Westerlund (FIN) | Albert Kusnets (EST)       | 1        |
| –        | Abandona               | František Kratochvíl (TCH) | –        |